# エルヴェ・ヴィルシェーズ
エルヴェ・ヴィルシェーズ（Hervé Villechaize、1943年4月23日 - 1993年9月4日）は、フランス生まれの俳優である。

## 来歴
1943年にフランス・パリに生まれる。生まれつきの小人症で、母親はイギリス人だった。フランスの芸術学校で学んだあとの1964年に渡米。テレビなどで英語を習得しながらニューヨークで、フォトグラファー、アーティストとして活動。後に演劇活動も開始して、サム・シェパードによるオフ・ブロードウェイ舞台などに出演した。
1966年にカルト映画『Chappaqua』で映画デビュー。それからもいくつかの映画へ出演してキャリアを積んでいくが、なかなか俳優として芽が出ない日々が続き、生活も困窮。一時期は家賃も払えずに、ロサンゼルスにおいて車で生活するほどにまでなる。しかし、1974年に007シリーズの『007 黄金銃を持つ男』へ出演したあたりから徐々にその名も知られるようになった。同作品ではクリストファー・リー演じる悪者と共謀するニック・ナックを演じ、アジアロケに参加している。
特にヴィルシェーズのキャリアで知られているのは、リカルド・モンタルバンと共演したテレビシリーズの『ファンタジー・アイランド』（1977年～1984年に放送）。1977年から“タトゥー”役で出演して、1983年までの6年間で131エピソードに出演している。それ以外では、リチャード・エルフマンが監督したカルト映画『フォービデン・ゾーン』における地下帝国の王様“ファウスト”役でも知られている。オリヴァー・ストーンの長編監督デビュー作でもある『邪悪の女王』へも出演。テレビドラマにおいてもダニー・デヴィートらが出演するシットコム『Taxi』やゲーリー・コールマン出演の人気ドラマ『アーノルド坊やは人気者』では本人役で出演した。

### 死去
1993年9月にハリウッドの自宅において拳銃自殺を図った。長年付き合っていたパートナーから発見され、すぐにカリフォルニア州にある病院へ運ばれたが、亡き人となった。自宅には遺書も発見されており、健康状態で悩んでいたと記されている。50歳だった。最後に出演した番組はベン・スティラーがホストを務めた『ベン・スティラー・ショー』だった。
自殺の直前の1993年8月27日に彼にインタビューした記者サーシャ・ガヴァシ（ジャーナリストだったが、のち映画監督にもなる）が、自らの体験・インタビューを元にしたTV映画『エルヴェとの晩餐 ある映画スターの数奇な人生』を2018年に監督して、エルヴェ役はピーター・ディンクレイジがつとめた。

## 出演作品

### 映画
- Chappaqua (1966)
- Maidstone (1970)
- The Gang That Couldn't Shoot Straight (1971)
- The Last Stop (1972)
- Greaser's Palace (1972)
- Malatesta's Carnival of Blood (1973)
- 邪悪の女王 Seizure (1974)
- マンハッタン皆殺し作戦 Crazy Joe (1974)
- 007 黄金銃を持つ男 The Man with the Golden Gun (1974)
- Hot Tomorrows (1977)
- The One and Only (1978)
- フォービデン・ゾーン Forbidden Zone (1980)
- フライングハイ2/危険がいっぱい月への旅 Airplane II: The Sequel (1982)
- ウーピー・ゴールドバーグのザ・テレフォン The Telephone (1988) ※声の出演
- トゥー・ムーン Two Moon Junction (1988)

### テレビドラマ
- ファンタジー・アイランド Fantasy Island (1977 - 1983)
- タクシー Taxi (1980)
- フェアリーテール・シアター Faerie Tale Theatre (1982, 1985)
- アーノルド坊やは人気者 Different Strokes (1984)

### その他
- Item 72-D: The Adventures of Spa and Fon (1972) ※短編